# Grand Prix Francie 1983
Grand Prix Francie 1983 (oficiálně 69ème Grand Prix de France) se jela na okruhu Circuit Paul-Ricard v Le Castellet, Var ve Francii dne 17. dubna 1983. Závod byl třetím v pořadí v sezóně 1983 šampionátu Formule 1.

## Kvalifikace
| Poř.   | No. | Jezdec               | Konstruktér   | Časy v kvalifikaci | Časy v kvalifikaci | Ztráta |
| Poř.   | No. | Jezdec               | Konstruktér   | Q1                 | Q2                 | Ztráta |
| ------ | --- | -------------------- | ------------- | ------------------ | ------------------ | ------ |
| 1      | 15  | Alain Prost          | Renault       | 1:38.358           | 1:36.672           | —      |
| 2      | 16  | Eddie Cheever        | Renault       | 1:38.980           | 1:39.785           | +2.308 |
| 3      | 6   | Riccardo Patrese     | Brabham-BMW   | 1:41.095           | 1:39.104           | +2.432 |
| 4      | 28  | René Arnoux          | Ferrari       | 1:40.027           | 1:39.115           | +2.443 |
| 5      | 11  | Elio de Angelis      | Lotus-Renault | 1:39.512           | 1:39.312           | +2.640 |
| 6      | 5   | Nelson Piquet        | Brabham-BMW   | 1:39.601           | 1:39.746           | +2.929 |
| 7      | 22  | Andrea de Cesaris    | Alfa Romeo    | 1:38.099†          | 1:39.611           | +2.939 |
| 8      | 23  | Mauro Baldi          | Alfa Romeo    | 1:41.215           | 1:39.618           | +2.946 |
| 9      | 35  | Derek Warwick        | Toleman-Hart  | 1:43.038           | 1:39.881           | +3.209 |
| 10     | 9   | Manfred Winkelhock   | ATS-BMW       | 1:40.233           | 1:44.997           | +3.561 |
| 11     | 27  | Patrick Tambay       | Ferrari       | 1:40.393           | 1:40.488           | +3.721 |
| 12     | 8   | Niki Lauda           | McLaren-Ford  | 1:41.065           | 1:41.492           | +4.393 |
| 13     | 36  | Bruno Giacomelli     | Toleman-Hart  | 1:42.219           | 1:41.775           | +5.103 |
| 14     | 7   | John Watson          | McLaren-Ford  | 1:41.838           | 1:42.448           | +5.166 |
| 15     | 3   | Michele Alboreto     | Tyrrell-Ford  | 1:42.177           | 1:43.317           | +5.505 |
| 16     | 1   | Keke Rosberg         | Williams-Ford | 1:42.450           | 1:42.551           | +5.778 |
| 17     | 34  | Johnny Cecotto       | Theodore-Ford | 1:43.552           | 1:42.615           | +5.943 |
| 18     | 12  | Nigel Mansell        | Lotus-Ford    | 1:43.320           | 1:42.650           | +5.978 |
| 19     | 2   | Jacques Laffite      | Williams-Ford | 1:43.295           | 1:42.678           | +6.006 |
| 20     | 25  | Jean-Pierre Jarier   | Ligier-Ford   | 1:42.808           | 1:42.737           | +6.065 |
| 21     | 29  | Marc Surer           | Arrows-Ford   | 1:42.962           | 1:44.346           | +6.290 |
| 22     | 33  | Roberto Guerrero     | Theodore-Ford | 1:43.367           | 1:43.602           | +6.695 |
| 23     | 31  | Corrado Fabi         | Osella-Ford   | 1:45.638           | 1:43.411           | +6.739 |
| 24     | 4   | Danny Sullivan       | Tyrrell-Ford  | 1:44.317           | 1:43.654           | +6.982 |
| 25     | 26  | Raul Boesel          | Ligier-Ford   | 1:44.470           | 1:44.905           | +7.798 |
| 26     | 30  | Chico Serra          | Arrows-Ford   | 1:44.778           | 1:45.859           | +8.106 |
| 27     | 17  | Eliseo Salazar       | RAM-Ford      | 1:45.073           | 2:02.335           | +8.401 |
| 28     | 32  | Piercarlo Ghinzani   | Osella-Ford   | 1:46.541           | 1:45.812           | +9.140 |
| 29     | 18  | Jean-Louis Schlesser | RAM-Ford      | 1:45.866           | 1:46.102           | +9.194 |
| Zdroj: |     |                      |               |                    |                    |        |

## Závod
| Poř.   | No. | Jezdec               | Konstruktér   | Počet kol | Čas/Odstoupení | Pořadí na startu | Body |
| ------ | --- | -------------------- | ------------- | --------- | -------------- | ---------------- | ---- |
| 1      | 15  | Alain Prost          | Renault       | 54        | 1:34:13.913    | 1                | 9    |
| 2      | 5   | Nelson Piquet        | Brabham-BMW   | 54        | + 29.720       | 6                | 6    |
| 3      | 16  | Eddie Cheever        | Renault       | 54        | + 40.232       | 2                | 4    |
| 4      | 27  | Patrick Tambay       | Ferrari       | 54        | + 1:06.880     | 11               | 3    |
| 5      | 1   | Keke Rosberg         | Williams-Ford | 53        | + 1 kolo       | 16               | 2    |
| 6      | 2   | Jacques Laffite      | Williams-Ford | 53        | + 1 kolo       | 19               | 1    |
| 7      | 28  | René Arnoux          | Ferrari       | 53        | + 1 kolo       | 4                |      |
| 8      | 3   | Michele Alboreto     | Tyrrell-Ford  | 53        | + 1 kolo       | 15               |      |
| 9      | 25  | Jean-Pierre Jarier   | Ligier-Ford   | 53        | + 1 kolo       | 20               |      |
| 10     | 29  | Marc Surer           | Arrows-Ford   | 53        | + 1 kolo       | 21               |      |
| 11     | 34  | Johnny Cecotto       | Theodore-Ford | 52        | + 2 kola       | 17               |      |
| 12     | 22  | Andrea de Cesaris    | Alfa Romeo    | 50        | + 4 kola       | 7                |      |
| 13     | 36  | Bruno Giacomelli     | Toleman-Hart  | 49        | Převodovka     | 13               |      |
| Ret    | 26  | Raul Boesel          | Ligier-Ford   | 47        | Motor          | 25               |      |
| Ret    | 31  | Corrado Fabi         | Osella-Ford   | 36        | Motor          | 23               |      |
| Ret    | 9   | Manfred Winkelhock   | ATS-BMW       | 36        | Turbo          | 10               |      |
| Ret    | 8   | Niki Lauda           | McLaren-Ford  | 29        | Ložisko        | 12               |      |
| Ret    | 23  | Mauro Baldi          | Alfa Romeo    | 28        | Přetočení      | 8                |      |
| Ret    | 30  | Chico Serra          | Arrows-Ford   | 26        | Převodovka     | 26               |      |
| Ret    | 33  | Roberto Guerrero     | Theodore-Ford | 23        | Motor          | 22               |      |
| Ret    | 4   | Danny Sullivan       | Tyrrell-Ford  | 21        | Spojka         | 24               |      |
| Ret    | 11  | Elio de Angelis      | Lotus-Renault | 20        | Elektronika    | 5                |      |
| Ret    | 6   | Riccardo Patrese     | Brabham-BMW   | 19        | Únik vody      | 3                |      |
| Ret    | 35  | Derek Warwick        | Toleman-Hart  | 14        | Motor          | 9                |      |
| Ret    | 12  | Nigel Mansell        | Lotus-Ford    | 6         | Psychika       | 18               |      |
| Ret    | 7   | John Watson          | McLaren-Ford  | 3         | Motor          | 14               |      |
| DNQ    | 17  | Eliseo Salazar       | RAM-Ford      |           |                |                  |      |
| DNQ    | 32  | Piercarlo Ghinzani   | Osella-Ford   |           |                |                  |      |
| DNQ    | 18  | Jean-Louis Schlesser | RAM-Ford      |           |                |                  |      |
| Zdroj: |     |                      |               |           |                |                  |      |

## Průběžné pořadí po závodě
Pohár jezdců
| Pořadí | Jezdec          | Body |
| ------ | --------------- | ---- |
| 1      | Nelson Piquet   | 15   |
| 2      | Niki Lauda      | 10   |
| 3      | Alain Prost     | 9    |
| 4      | John Watson     | 9    |
| 5      | Jacques Laffite | 7    |
| Zdroj: |                 |      |

Pohár konstruktérů
| Pořadí | Konstruktér   | Body |
| ------ | ------------- | ---- |
| 1      | McLaren-Ford  | 19   |
| 2      | Brabham-BMW   | 15   |
| 3      | Renault       | 13   |
| 4      | Ferrari       | 9    |
| 5      | Williams-Ford | 9    |
| Zdroj: |               |      |